# 애국지사 김태희묘소
애국지사 김태희묘소(愛國志士 金泰熙墓所)는 충청북도 청주시 상당구에 있다. 2015년 4월 17일 청주시의 향토유적 제19호로 지정되었다.

## 개요
일제강점기 청주지역의 대표적인 애국지사인 김태희의 묘소이다.